# النا ویویانی
النا ویویانی (ایتالیایی: Elena Viviani؛ زادهٔ ۱۰ اکتبر ۱۹۹۲) اسکیت‌باز سرعت، و اسکیت‌باز سرعت، اهل ایتالیا است.